# Buzz Feitshans IV
Buzz Feitshans IV (* 4. Oktober 1959 in Los Angeles, Kalifornien) ist ein US-amerikanischer Kameramann.

## Leben
Feithans IV ist der Sohn des Filmproduzenten Buzz Feitshans und Enkel von Fred R. Feitshans junior, der als Filmeditor tätig war. Er begann seine Laufbahn als Kameraassistent in den späten 1970er Jahren. Seit 1994 ist er als eigenständiger Kameramann tätig. Seit den frühen 2000er Jahren ist er vornehmlich für das Fernsehen aktiv. Er arbeitete auch als Second-Unit-Regisseur und inszenierte 2012 eine Folge der Serie Chuck.

## Filmografie (Auswahl)
- 1994: Mommy Market – Auf der Suche nach der Traummutter (Trading Mom)
- 1997: Die Verschwörung im Schatten (Shadow Conspiracy)
- 1997: McHale’s Navy
- 1997: Zum Teufel mit den Millionen (For Richer or Poorer)
- 1998: Black Dog
- 2000: Dragonheart – Ein neuer Anfang (Dragonheart: A New Beginning)
- 2003, 2005–2007: O.C., California (Fernsehserie)
- 2007–2012: Chuck (Fernsehserie)
- 2011–2014, 2016: Pretty Little Liars (Fernsehserie)
- 2012–2015: Hart of Dixie (Fernsehserie)
- 2015: Community (Fernsehserie)
- 2017: Powerless (Fernsehserie)
- seit 2018: Young Sheldon (Fernsehserie)